# 證券服務
證券服務 (Securities Services) 包括向發行、交易和持有證券的機構客戶提供的範圍廣泛的產品和服務。從事證券業務的銀行通常稱為託管銀行。

## 歷史
1961 年，美國第35任總統約翰·甘迺迪成立了企業養老金計劃委員會。 2 年後，汽車製造商斯圖貝克關閉了其業務和運營，並且未能向受影響的大約 7,000 名員工提供養老金。因此，1974 年，美國第38任總統傑拉德·福特提出了《僱員退休收入保障法案》（ERISA 法案），以保護僱員福利計劃的標準。
自該法案生效以來，雇主不能持有和保留其養老基金資產。相反，他們有義務任命外部保管人來保管資產。此外，他們還需要任命受託人和存託人，以確保養老基金的運作符合養老金持有人的最佳利益，並與投資任務保持一致。
而現在，越來越多的銀行開發了豐富的託管及相關服務（證券服務），並熱衷於開發新技術並與快速變化的監管要求保持一致。

## 客戶和產品
證券服務行業主要服務於兩類客戶：1）資產所有者和資產管理公司 (Asset Owners & Managers)、2）銀行、經紀人和交易商 (Banks, Brokers & Dealers)。

### 資產所有者和資產管理公司
資產所有者和資產管理公司之客戶群包括資產管理公司、另類資產管理公司、保險公司、養老基金、主權基金、中央銀行和家族辦公室等。
銀行可提供以下產品和服務：
- 全球託管 (Global Custody)
- 基金服務 (Fund Services): 一些金融機構將資金服務外包給銀行，因為它具有規模經濟和更先進的系統。銀行後台將擁有覆蓋不同地區、不同基金類型的一體化基金核算平台，一般具備提供準確總資產、處理複雜衍生品、會計與估值等不同功能，解決金融機構基金服務難題。
- 過戶代理 (Transfer Agency)
- 抵押品管理 (Collateral Management & Segregation): 抵押品管理是對抵押品的管理。銀行可以通過內部分析工具和靈活的雙向/三向解決方案優化金融機構的抵押品組合。多家全球銀行可以更好地利用其全球能力，幫助FI一站式管理全球或在岸抵押品，滿足複雜的融資和流動性需求。
- 中台外包 (Middle Office Outsourcing)
- 證券借貸 (Securities Lending & Borrowing)
- 財資服務 (Treasury Services): 現金管理及外匯
- 信託服務 (Trustee Services)

### 銀行、經紀人和交易商
銀行、經紀人和交易商之客戶群包括全球託管銀行、銀行、經紀人和交易商。
銀行可提供以下產品和服務：
- 直接托管和清算 (Direct Custody & Clearing)
- 第三方清算 (Third Party Clearing)
- 賬戶運營商 (Account Operators)

## 全球託管與直接託管

### 全球託管
全球託管人負責保管和管理多個市場中客戶（例如: 資產經理和所有者）的資產。他們是全球客戶的第一聯繫人。但是，他們可能不會在客戶想要投資的每個司法管轄區都擁有如此強大的網絡。因此，全球託管人需要任命和管理在個別市場擁有現有證券服務基礎設施的直接託管人。

### 直接託管
直接託管人在當地市場提供託管服務。全球託管人是他們的重點客戶，因為直接託管人可以提供市場和行業的知識和經驗，並與當地市場的當地監管機構保持密切關係，而這可能是全球託管人缺乏但需要的。因此，它負責在當地市場上對客戶（例如: 資產經理和所有者）的資產進行保管和管理。

## 證券服務行業
許多投資銀行和銀行提供證券服務。一般而言，證券服務業務與環球市場 (Global Markets) 業務合併，形成更大的市場和證券服務 (Markets & Securities Services) 部門，或隸屬於企業銀行業務或交易銀行業務。
例如，花旗集團和滙豐集團分別於 2019 年及 2020 年重組並合併了其環球市場和證券服務部門。 
行業成員包括但不限於 (按字母順序): 
- 布朗兄弟哈里曼公司（英语：Brown Brothers Harriman & Co.）
- 法國巴黎銀行
- 紐約梅隆銀行
- 花旗集團
- 法國東方匯理銀行
- 德意志銀行
- 滙豐集團
- 摩根大通
- 瑞穗銀行
- 三菱日聯銀行
- 北方信託銀行
- 加拿大皇家銀行
- 法國興業銀行
- 渣打銀行
- 道富公司

## 行業排名

### 全球
不同託管銀行的託管資產 (assets under custody and/or administration) 為：
| 銀行名稱     | AUC/AUA (US$) | 截至                |
| ------------ | ------------- | ------------------- |
| 紐約梅隆銀行 | 45.5 兆       | 2022 年 3 月 31 日  |
| 道富公司     | 41.7 兆       | 2022 年 3 月 31 日  |
| 摩根大通     | 31.6 兆′      | 2022 年 3 月 31 日  |
| 花旗集團     | 23 兆         | 2022 年 3 月 31 日  |
| 滙豐集團     | 15.7 兆       | 2021 年 12 月 31 日 |
| 北方信託銀行 | 15.5 兆       | 2022 年 3 月 31 日  |
| 法國巴黎銀行 | 14.9 兆       | 2022 年 3 月 31 日  |
| CACEIS       | 7.8 兆        | 2021 年 12 月 31 日 |
| 法國興業銀行 | 5.3 兆        | 2022 年 3 月 31 日  |

′ 只計 Assets under custody

### 地區
根據 Global Investor Group 的 2020 年全球託管調查，地區託管排名靠前的銀行為：
| 地區             | 銀行名稱 |
| ---------------- | -------- |
| 美洲             | 摩根大通 |
| 亞太區           | 滙豐集團 |
| 歐洲、中東和非洲 | 滙豐集團 |

## 行業收購

### 2000 年至 2010 年
2002 年 11 月，道富公司宣布以 15 億美元收購德意志銀行全球證券服務 (GSS) 業務中的全球託管業務，其託管資產約 2.2 萬億歐元。
2003 年 7 月，滙豐集團宣布協議以 1247 萬美元現金收購韓國基金管理公司 Asset Management Technology（AM TeK）82.19%的股權，該公司是韓國最大的基金管理公司，代管資產為240億美元.
2004 年 10 月，花旗集團以約 5000 萬美元收購了荷蘭銀行在選定的歐洲和亞洲市場的直接託管、證券清算和基金服務業務。
2005 年 11 月，美國合眾銀行宣布收購美聯銀行的企業信託和機構託管業務。
2006 年 7 月，滙豐集團宣布以 1.125 億美元收購西太平洋銀行在澳大利亞和新西蘭的分託管業務，使滙豐成為澳大利亞和新西蘭領先的分託管和清算機構。
2007 年 7 月，紐約銀行和梅隆金融公司合併為紐約梅隆銀行，為當時最大的託管和資產服務商，託管和管理的資產超過 18 萬億美元。
2007 年 7 月，道富公司確認以 42 億美元收購 Investors Financial Services。 此外，在同月，法國巴黎銀行宣布收購 SLIB 33.4% 的少數股權，SLIB 在此收購前為法國外貿銀行 的全資子公司。
2009 年 11 月，摩根大通宣布收購澳盛銀行的託管服務業務，包括 100 多家客戶和 907.1 億美元的託管資產。
2010 年 4 月，渣打銀行宣布收購巴克萊銀行非洲的託管業務，當時其託管資產達 38 億美元。
2010 年 5 月，道富公司宣布以 12.8 億歐元現金完成對意大利聯合聖保羅銀行證券服務業務 (ISPSS) 的收購。

### 2011 年至今
2013 年 4 月，花旗集團宣布收購ING集團在中東歐的託管和證券服務業務，其託管資產達1100億歐元。 同月，渣打銀行從Absa Bank收購了其南非的託管業務。
2018 年 2 月，巴特菲爾德銀行宣布收購德意志銀行在開曼群島、澤西島和根西島的全球信託解決方案業務。
2020 年 3 月，花旗集團宣布收購加拿大皇家銀行在澳大利亞的託管業務。
2021 年 1 月，美國合眾銀行收購了加利福尼亚聯合銀行的貸款服務和證券託管業務客戶組合，其組合擁有約 600 個客戶關係和 3200 億美元的託管和管理資產。
2021 年 9 月，道富公司宣布以 35 億美元現金收購布朗兄弟哈里曼公司的投資者服務業務，包括其託管、會計、基金管理、全球市場和技術服務。
2022 年 1 月，渣打銀行宣布達成協議，同意從加拿大皇家銀行收購其全資子公司加皇信託香港有限公司的股權，將其託管業務擴展到香港的強積金和職業退休金託管業務。

## 另見
- 託管銀行（英语：Custodian bank）
- 投資銀行